# ITIH4
El inhibidor Inter-Alfa-tripsina de cadena pesada H4 es una proteína que en los humanos está codificada por el gen ITIH4 .